# 児玉作左衛門
児玉 作左衛門（こだま さくざえもん、1895年（明治28年）12月3日 - 1970年（昭和45年）12月26日）は、日本の解剖学者・人類学者。北海道大学名誉教授。アイヌ研究で知られる。秋田県鹿角郡生まれ。

## 経歴
1895年、秋田県鹿角郡柴平村（現鹿角市）に生まれる。1900年、父が眼科医院開業とクリスチャンとしての宗教教育を目的として、一家で函館に移住。函館中学校、第二高等学校を経て東北帝国大学医学部に進学。解剖学を専攻し、スイス留学後の1928年に「中枢神経の解剖学的研究」で博士学位を取得。翌年、北海道帝国大学医学部解剖学第二教室教授に任じられる。在任中には脳医学研究の傍ら、アイヌ民族の人類学的研究に関心を持ち、和人とアイヌの脳髄比較研究、頭骨の比較研究などを行う、その後もアイヌ文化を巡る民俗学、アイヌの起源を探る考古学へと研究対象を広げ、学者生活の大半をアイヌ研究に費やした。私財を投じて蒐集したアイヌに関する膨大な史料群は「児玉コレクション」と呼ばれる。
児玉自身の広範な関心により、児玉研究室の業績は数百テーマにも及び、医学部生以外に理学部や文学部などの学生も薫陶を受けたといわれ、100名を越す弟子を研究者として輩出している。また、日本解剖学会、日本人類学会の重鎮として役員を歴任。1948年に北海道新聞文化賞、1965年に北海道文化賞、1966年には勲二等旭日重光章を受章している。

## 児玉とアイヌ人骨問題
かつて、北海道大学医学部の標本陳列棚には、動物標本と並んで1000体以上のアイヌ人骨が陳列されていた。これら人骨の大半は、児玉が1933年頃から北海道大学医学部解剖教室の長として、その教室員とともに蒐集したものである。
アイヌ民族は明治以来、国内外の人類学者の注目を集めてきた。児玉はアイヌの人類学的特徴に着目し、純粋な学術的関心からアイヌ研究を出発させた。その中で、近代化によってアイヌと和人の混血がすすみ、純粋なアイヌがその数を減じつつあることに危機感を抱いた児玉は、「純粋なアイヌの骨格蒐集」を急務の課題とすることとなった。
純粋なアイヌ人骨を入手するために児玉が目をつけたのは、アイヌの墓地を掘り起こすことであった。1930年代、北海道の森、八雲で大規模な墓地発掘が行われ、戦後も静内などでアイヌ墓地を掘り返す「調査」が行われている。1934年（昭和9年）の八雲での発掘を皮切りに、1939年（昭和14年）までの間に、北海道・樺太・千島でアイヌの墓の発掘を行い、500以上のアイヌの人骨を収集した。児玉自身は発掘数以外の「調査」の内容を明らかにしておらず、僅かの金品を渡し形ばかりの慰霊を行って強行した事例も存在する。だが、当時のマスコミや研究機関からの批判は為されていない。その後も、北海道新聞が当初から児玉の業績を讃える報道を行ったため、児玉の動向を報ずる記事は「偉大な児玉教授のその後」を広報する性格のものになっている。新聞報道においては児玉とアイヌ人骨を並べた写真が多く見られ、児玉にとって、頭蓋骨を手にした姿は敬遠するどころか、わざわざ好んで撮ってもらいたかった構図だったと推測される。
その後、アイヌや市民団体からの再三の指摘により、1982年になって北海道大学医学部は標本庫に保管されているアイヌ人骨1004体の存在を公表した。ウタリ協会は人骨の慰霊と追悼を行うことを求め、世間の批判にも晒された北大医学部は、1984年に医学部構内に「アイヌ納骨堂」を建立し、以来毎年、北大関係者も参列してアイヌ慰霊祭（イチャルパ）が行われている。しかし、北大医学部は現在も「人骨標本」の学術的成果を楯に、その蒐集過程で倫理的な問題があったことを認めていない。

## 児玉コレクション
児玉コレクションの全容は『児玉資料目録 1･2』（アイヌ民族博物館 1991年）『児玉コレクション目録』（市立函館博物館 1987年）等の目録で知ることができ、考古資料7157件、民族資料5105件の合計12262 件、児玉教授収集資料については1014体分の人骨が知られている。しかし、目録未掲載の資料もあり、その全体像はいまだ不明瞭である。コレクションの大半は、1998年（平成10年）に市立函館博物館と一般財団法人アイヌ民族博物館に寄託・寄贈されている。
前述の人骨問題に絡み、コレクション自体が人骨の副葬品であったり、盗掘や強引な収奪によって集められたものではないかとの疑念があり、その学術的評価とは別に批判にも晒されている。

## 著書
- 『中枢神経系』小川鼎三共著 金原書店 1942 人体解剖図譜
- 『人体解剖図譜 第5巻 (中樞神経系)』西成甫,小川鼎三共編 日本医書出版 1948
- 『モヨロ貝塚』北海道原始文化研究会出版部 1948
- 『明治前日本人類学・先史学史 アイヌ民族史の研究(黎明期)』明治前日本科学史刊行会編 日本学術振興会 1971